# Серджо Пінінфаріна
Серджо Пінінфаріна при народженні Серджо Фаріна (італ. Sergio Pininfarina, 8 вересня 1926, Турин, Італія — 3 липня 2012,  Турин, Італія) —  італійський автомобільний дизайнер і довічний сенатор.

## Біографія

### Автомобільний дизайнер
Пінінфаріна народився в Турині. Приєднавшись до свого батька Баттісти Фаріни в Carrozzeria Pininfarina, він швидко став невід'ємною частиною компанії, і протягом своєї кар'єри керував багатьма проектами (особливо Ferrari), якими компанія відома. У 1961 році за указом президента Італії його сімейне прізвище було змінено з Фаріна на Пінінфаріна, щоб відповідати імені компанії.

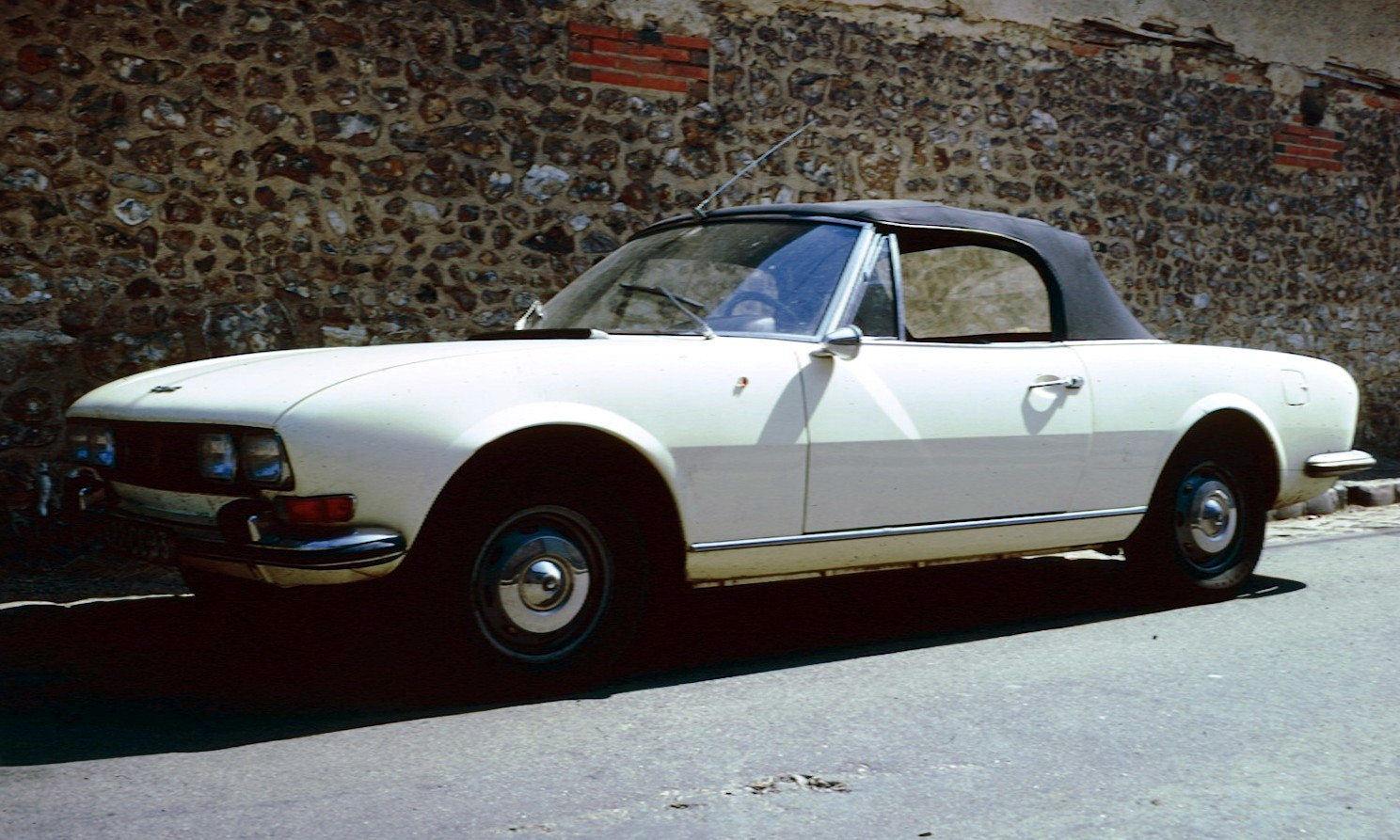
Дизайн Серджо Пінінфаріни для Peugeot 504 Cabriolet, який описали в Auto, Motor und Sport як «найкрасивіший Peugeot на сьогодні»

У 1965 році саме Серджо Пінінфаріна особисто переконав Енцо Феррарі прийняти конфігурацію двигуна із «середнім двигуном» для нової лінійки дорожніх автомобілів, двигун якої знаходився позаду водія, але попереду задніх коліс. Отриманий концептуальний автомобіль Ferrari 365 P Berlinetta Speciale був представлений на Паризькому автосалоні в жовтні, хоча пройде ще два роки, перш ніж машини будуть продані.
Після смерті батька в 1966 році Пінінфаріна став головою компанії.
У 2006 році Серджо та його син Андреа, який помер у 2008 році, були названі почесними головами Пінінфаріни.

### Політична кар'єра
З 1979 року до 1988 року Пінінфаріна був членом Європарламенту від Ліберальної партії, де його партія була частиною Європейського ліберально-демократичного альянсу.

### Довічний сенатор
23 вересня 2005 року Карло Адзеліо Чампі (разом з Джорджо Наполітано) призначив його сенатором від італійської республіки .
21 лютого 2007 року він взяв участь у голосуванні, на якому урядовий рух щодо зовнішньої політики зазнав поразки в Сенаті і згодом призвів до відставки тодішнього прем'єр-міністра Романо Проді. Пінінфаріна, який брав участь у його першій сесійній асамблеї за дев'ять місяців «утримався», що допомогло опозиційним силам перемогти зовнішню політику уряду. Після згаданого підрахунку Пінінфаріна більше ніколи не голосував у зборах.

### Смерть
Пінінфаріна помер в Турині 3 липня 2012 року у віці 85 років .